# Hachalu Hundessa
Hachalu Hundessa (en oromo: Hacaaluu Hundeessaa; Ambo, Etiòpia, 1985 – Addis Abeba, 29 de juny de 2020) va ser un cantant, cantautor i activista social etíop. Líder de moviments protestataris a favor de la representativitat de la minoria oromo, que van permetre certes reformes polítiques el 2018, va morir assassinat a la capital etíop la nit del dilluns 29 de juny.